# Carl Albrecht (Kaufmann)
 Carl Albrecht   (* 15. September 1875 in Bremen; † 24. Dezember 1952 in Bremen) war ein deutscher Baumwollkaufmann.

## Biografie
Friedrich Carl Albrecht war der Sohn von George Albrecht (1834–1898), Inhaber der Firma Joh. Lange Sohn's Wwe. & Co., und Louise Dorothea Betty Knoop (1844–1889), Tochter des Industriellen Baron Ludwig Knoop. Er war 1894/95 beim Militär und absolvierte dann eine kaufmännische Lehre bei der Firma Gebr. Plate. Es folgten von 1896 bis 1901 Tätigkeiten in London, Moskau und den USA. 1901 wurde er Prokurist bei der Firma Sanders, Swann & Co. 1902 gründete er mit dem Teilhaber Heinrich Müller-Pearse sein eigenes Baumwollimportgeschäft Friedrich Carl Albrecht. Beide gründeten mit der Stephen M. Weld & Co. in Boston die Firma Albrecht, Weld & Co. Im Ersten Weltkrieg wurde diese Firma 1917 aufgelöst, jedoch 1919 kam es zu der Neugründung der Firma Albrecht, Müller-Pearse & Co. Es entstanden nun weitere Zweigfirmen. Bedeutsam war 1939 ein Importauftrag mit der Sowjetunion. Im Zweiten Weltkrieg gingen die meisten Auslandsverbindungen verloren. 1943 erwarb die Firma das Haus Hirschfeld zur Büronutzung. Nach 1945 gelang der Wiederaufbau der noch bestehenden Firma zur Zeit als Albrecht, Müller-Pearse & Co. (GmbH & Co.) KG mit Sitz in der Bremer Baumwollbörse. 
Albrecht war von 1916 bis 1919 im Plenum der Handelskammer Bremen vertreten.
Der Mediziner Carl Albrecht ist sein Sohn.